# Hasse Ekman

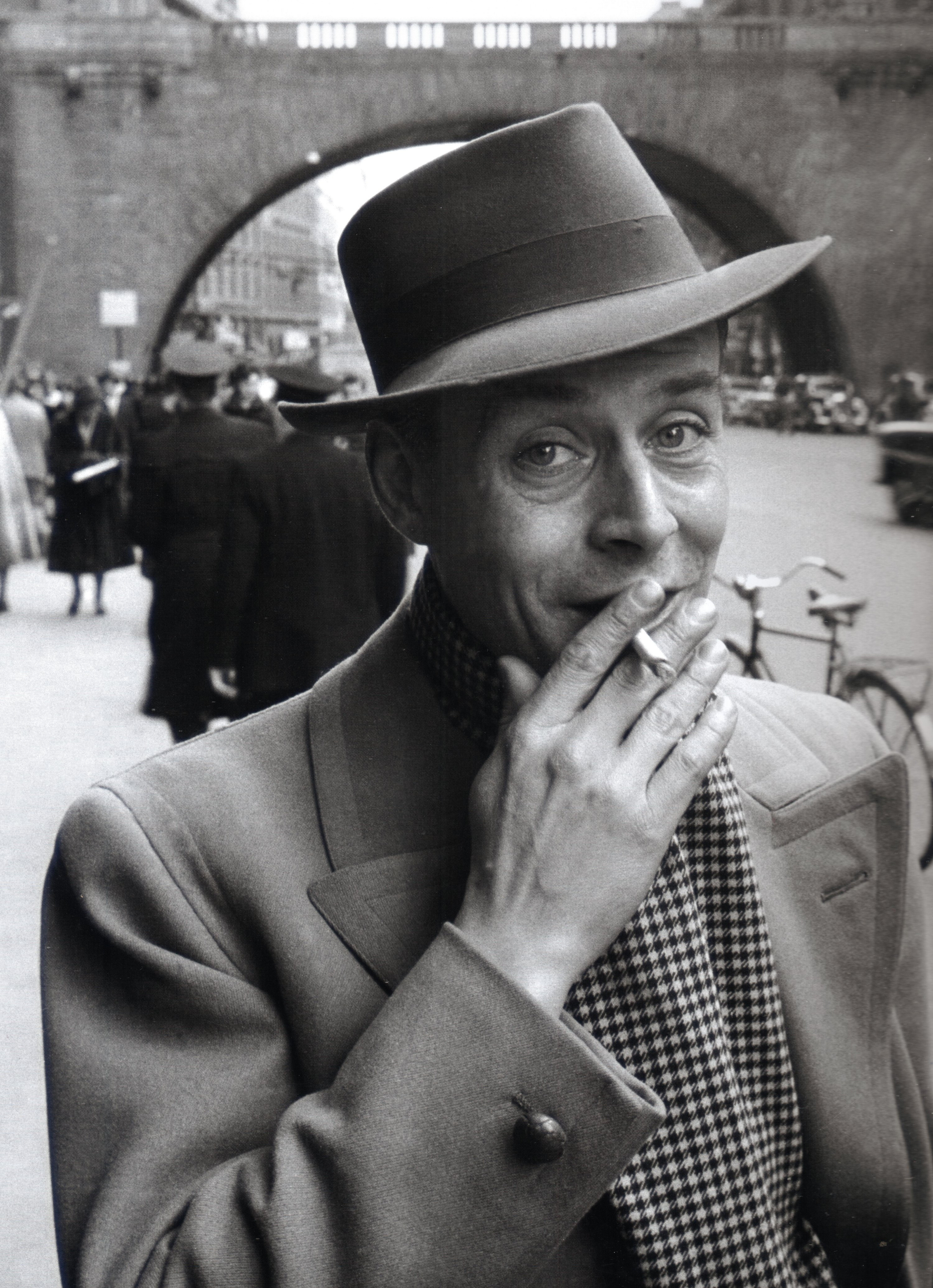
Hasse Ekman 1953

Hasse Ekman, geb. als Hans Gösta Ekman (* 10. September 1915 in Stockholm; † 15. Februar 2004 in Marbella) war ein schwedischer Schauspieler, Regisseur und Drehbuchautor.

## Leben und Werk
Hasse Ekman war der Sohn des Schauspielers Gösta Ekman und von Greta Ekman (geb. Sundström). Bereits 1924 trat er erstmals in einem Film auf (Unge greven ta’r flickan och priset), 1938 gab er sein Theaterdebüt. Seine erfolgreichsten Filme drehte er als Regisseur, Darsteller und Autor in den 1940er und frühen 1950er Jahren, viele davon mit seiner damaligen Frau und Schauspielerkollegin Eva Henning. Aufgrund des gemeinsamen Produzenten Lorens Marmstedt wirkte er auch in Gefängnis mit, einem frühen Film Ingmar Bergmans, für den er insgesamt drei Mal vor die Kamera trat. Seine Arbeiten ab Mitte der 1950er Jahre fanden immer noch ihr Publikum, wurden aber von Kritikern zusehends als Routinearbeiten bewertet. 1964 inszenierte Ekman seinen letzten Spielfilm, Äktenskapsbrottaren, bevor er seinen Wohnsitz dauerhaft nach Spanien verlegte, wo er 2004 starb.
Hasse Ekman war vier Mal verheiratet, von 1938 bis 1945 mit Agneta Wrangel, von 1946 bis 1953 mit Eva Henning, von 1953 bis 1972 mit Tutta Rolf und von 1972 bis zu seinem Tod mit Viveca Trädgårdh. Seine fünf Kinder Gösta Ekman junior (1939–2017), Krister Ekman (* 1940), Mikael Ekman (* 1943), Stefan Ekman (* 1944) und Fam Ekman (* 1946) waren oder sind ebenfalls im Filmgeschäft tätig.

## Filmografie (Auswahl)

### Darsteller
- 1936: Intermezzo
- 1945: Vandring med månen – auch Regie
- 1947: Liebesbarometer (En fluga gör ingen sommar) – auch Regie
- 1948: Sündige Liebe (Banketten) – auch Regie
- 1948: Gefängnis (Fängelse)
- 1949: Flickan från tredje raden – auch Regie
- 1949: Durst (Törst)
- 1953: Abend der Gaukler (Gyklarnas afton)
- 1956: Sjunde himlen – auch Regie
- 1957: Sommerfrische gesucht (Sommarnöje sökes)

### Regie
- 1940: Med dej i mina armar
- 1941: Första divisionen
- 1945: Kungliga patrasket
- 1946: Während das Tor geschlossen (Medan porten var stängd)
- 1948: Sündige Liebe (Banketten)
- 1949: Flickan från tredje raden
- 1950: Das Mädchen mit den Hyazinthen (Flicka och hyacinter)
- 1952: Feuervogel (Eldfågeln)
- 1956: Sjunde himlen
- 1961: Rififi in Stockholm (Stöten)